# Universität Sydney

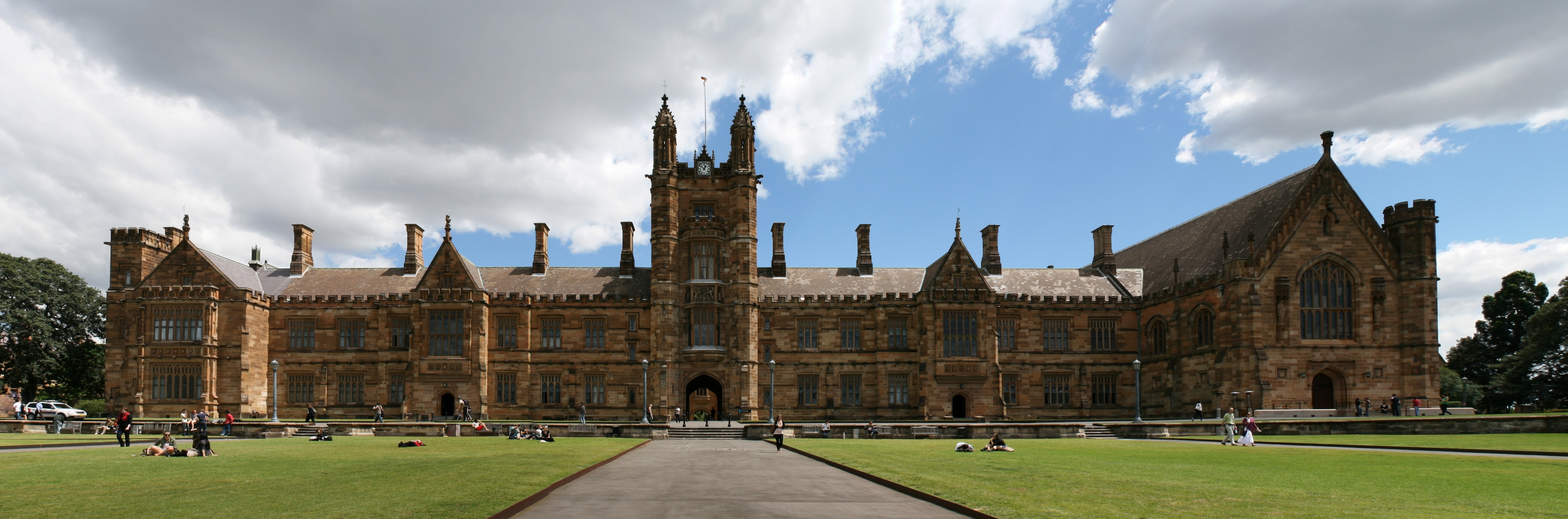
Universität von Sydney, Hauptcampus (Main Quadrangle)

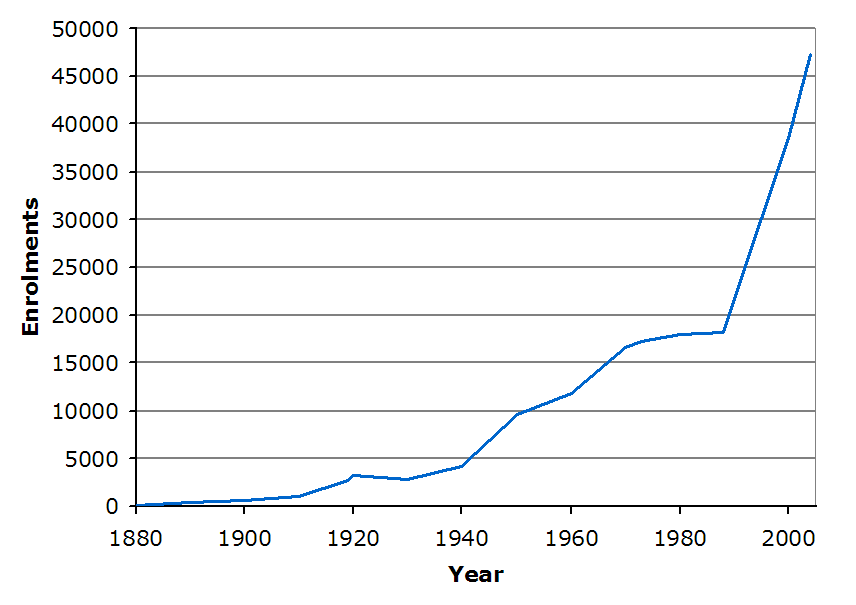
Einschreibungen an der Universität Sydney

Die Universität Sydney (engl. University of Sydney) ist die älteste Universität Australiens. Sie wurde 1850 in Sydney gegründet.

## Geschichte
Die Universität wurde am 1. Oktober 1850 mit dem University of Sydney Act gegründet. Zwei Jahre später, am 11. Oktober 1852, wurde sie eröffnet. Sie gehört zur Group of Eight, den Universitäten mit dem besten Ruf in Australien sowie zu den vierzig renommiertesten Universitäten der Welt.
Der Hauptcampus befindet sich in Camperdown, einem Stadtteil im inneren Westen Sydneys. Die Sandsteingebäude im neugotischen Stil wurden von Edmund Blacket entworfen und 1862 erstellt. Der Erwerb weiterer Campusflächen und die Übernahme von vorher unabhängigen Schulen ermöglichten die schnelle Entwicklung seit Mitte des 20. Jahrhunderts.

## Universitätsaufbau
Es gibt 16 akademische Einheiten (faculties oder schools):
- Faculty of Agriculture and Environment (Agrar- und Umweltwissenschaften)
- Faculty of Architecture, Design and Planning (Architektur, Design und Planungswissenschaften)
- Faculty of Arts and Social Sciences (Geistes- und Sozialwissenschaften)
- University of Sydney Business School (Wirtschaftswissenschaften)
- Faculty of Dentistry (Zahnmedizin)
- Faculty of Education and Social Work (Pädagogik und Sozialarbeit)
- Faculty of Engineering and Information Technologies (Ingenieurwissenschaften und Informatik)
- Faculty of Health Sciences (Gesundheitswissenschaften für Gesundheitsfachberufe)
- Sydney Law School (Rechtswissenschaften)
- Sydney Medical School (Medizin)
- Sydney Nursing School (Krankenpflege und Geburtshilfe)
- Faculty of Pharmacy (Pharmazie)
- Faculty of Science (Naturwissenschaften)
- Sydney College of the Arts (Bildende Künste)
- Sydney Conservatorium of Music (Musik)
- Faculty of Veterinary Science (Tierheilkunde)

## Zahlen zu den Studierenden
2020 waren 72.596 Studierende eingeschrieben (2016: 61.197, 2017: 64.391, 2018: 66.818, 2019: 69.834). 39.038 davon (53,8 %) hatten noch keinen ersten Abschluss, 38.895 davon waren Bachelorstudenten. 32.850 (45,3 %) hatten bereits einen ersten Abschluss und  4.784 davon arbeiteten in der Forschung.
2005 waren es 45.966 Studierende gewesen.

## Sport
An der Universität ist der erfolgreiche Handballclub Sydney University Handball Club angesiedelt.

## Bekannte Absolventen
Bekannte Absolventen der Universität sind:
- Tony Abbott, ehemaliger Premierminister Australiens
- Anthony Albanese, australischer Politiker und ehemaliger stellvertretender Premierminister
- Reginald Baker, australischer Sportler, Olympiamedaillengewinner, Filmschauspieler, Stuntman und Organisator von Sportveranstaltungen
- Nigel Barker, australischer Leichtathlet
- Edmund Barton, erster Premierminister Australiens
- Garfield Barwick, ehemaliger australischer Außenminister und Oberster Richter mit der längsten Dienstzeit
- Nigel Bowen, ehemaliger australischer Außenminister
- Jane Campion, neuseeländische Regisseurin
- Simon Chapman, australischer Mediziner
- Sikhanyiso Dlamini, Prinzessin von Swasiland
- Germaine Greer, australische Intellektuelle und Feministin
- John Howard, ehemaliger Premierminister Australiens
- John Stanley Lockhart, Jurist und Richter des Federal Court of Australia und Mitglied des WTO Appellate Body
- William McMahon, ehemaliger Premierminister Australiens
- Jack Metcalfe, australischer Leichtathlet
- Stirling Mortlock, australischer Rugby-Union-Spieler
- Les Murray, australischer Dichter und Literaturkritiker
- Gustav Nossal, australischer Immunologe
- Earle Page, ehemaliger Premierminister Australiens
- Patricia Margaret Selkirk australische Biologin und Ökologin
- Percy Spender, ehemaliger australischer Außenminister
- Tony Taylor, australischer Vulkanologe
- Taufaʻahau Tupou IV., ehemaliger König von Tonga
- Peter Weir, australischer Regisseur
- Gough Whitlam, ehemaliger Premierminister Australiens